# Nikolaj Konstantinovič Michajlovskij
Nikolaj Konstantinovič Michajlovskij (in russo Николай Константинович Михайловский?) (Meščovsk, 27 novembre 1842 – San Pietroburgo, 10 febbraio 1904) è stato un critico letterario e sociologo russo.

## Biografia
Fu uno dei più eminenti rappresentanti del populismo russo: contrariamente a molti altri populisti suoi connazionali, Michajlovskij decise di rimanere in Russia, scrivendo sugli «Otečestvennye Zapiski» (Annali patrii), di cui fu direttore. Diresse anche la «Russkoe bogatstvo» (La ricchezza russa) insieme a Vladimir Korolenko. Fondamentale fu il suo apporto alla critica letteraria: scrisse svariati saggi sui più noti autori del suo tempo, tra cui Lev Tolstoj, Ivan Turgenev e Fëdor Dostoevskij.

## Opere
- Čto takoe progress?, 1869
- Bor´ba za individual´nost´, 1875
- Geroj i tolpa, 1882
- Žestokij talant, 1882
- O Vsevolode Garšine, 1885
- Kritičeskie opyty N. K. Michajlovskago, 1890 (2 voll.)
- Literatura i žizń, 1892
- Sočinenija N. K. Michajlovskago, 1894
- Sočinenija, 1896
- Literaturnye vospominanija i sovremennaja smuta, 1900
- Revoljucionnye stat´i, 1903
- Otkliki, 1904
- Poslědnija sočinenija N. K. Michajlovskago, 1905
- Vospominanija, 1906